# Elies Ortiz Garrido
Elies Ortiz Garrido (Barcelona, 1919-1991) va ser un activista del barri de Can Tunis de Barcelona. Hi va endegar nombrosos projectes amb l'objectiu de promoure l'associacionisme: Centre Social i la Germandat d'Estalvis. Va presidir la Cooperativa d'Habitatges i l'Associació de Veïns de la Font de la Guatlla. Hi va treballar tota la seva vida per la millora dels drets socials dels veïns, mogut per un sentit de la justícia social i un compromis cristià.

## Biografia
Elies Ortiz Garrido neix a Barcelona l'any 1919 fruit d'una relació extramatrimonial. Els pares biològics el van donar en adopció de forma temporal a una família que vivia a les barraques de Can Tunis tot just acabat de néixer. Andres Ortiz i Ana Garrido van ser els pares adoptius, el van criar al barri de Can Tunis, amb el qual va tenir un vincle molt especial tota la seva vida.
D'adult, i després de conèixer els seus orígens, va decidir mantenir els cognoms de la família que l'havia criat. Per falta de diners, mai va poder anar a l'escola. Tot el que va saber, ho va aprendre de forma autodidacta a la parròquia de la Mare de Déu del Port de la Zona Franca amb el seu mentor el mossèn Carles, que li va ensenyar tot el que sabia. El 16 de maig de 1946 es va casar amb Rosa Huguet i Batlle, amb qui va tenir cinc fills. Van treballar conjuntament tota la vida a la seva botiga al mateix barri de Can Tunis.
Elies s'hi va convertir en un líder molt estimat per impulsar una cooperativa per fer-hi habitatges dignes. Va organitzar els habitants i va lluitar per la millora de la seva vida i la del propi barri als àmbits social, cultural i associatiu on tothom que volgués estudiar, pogués fer-ho gratuïtament.
A través de la revista Ideal, editada sota el paraigua de la parròquia. S'hi explicaven totes les activitats i notícies que passaven al barri. Era l'eix informatiu entre la cooperativa d'habitatges Hermandad de Ahorros de Casa Antúnez i l'ajuntament. Aquella revista era una manera de fer veure a la ciutat de Barcelona que les persones més humils també existien. En total se'n van publicar 129 números.

## Vincle amb Paco Candel
Paco Candel i Elíes Ortiz es van conèixer a l'escola a l'escola parroquial del barri. Elíes Ortiz era més gran que Paco Candel. Per la diferència d'edat no podien estar junts a una classe, però, com l'Elies era un molt bon i fidel amic del Marcelo, cosí germà del Paco, la relació amb ell era constant. A més, Paco Candel en moltes de les seves obres inclou la figura de l'Elies, concretament al llibre Història d'una parròquia (1971), hi descriu l'activitat del barri on l'Elies Ortiz, apareix amb el nom de Ginés Hurtado, com un dels protagonistes.

## Projecte d'habitatge pels barraquistes de Can Tunis

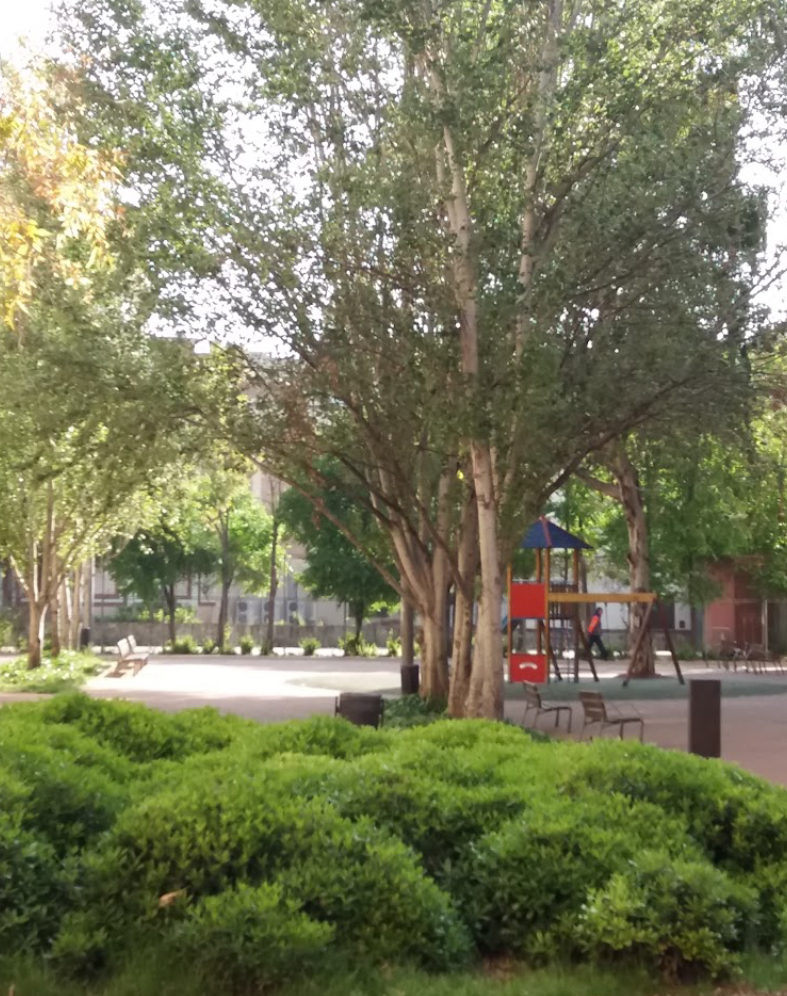
Jardí d'Elies Ortiz

El 20 de juny de 1966, Elíes Ortiz, va lliurar a l'Ajuntament de Barcelona un protocol oficial amb sis-centes quaranta signatures en representació de tres mil set-centes setanta-cinc persones. Sol·licitaven l'aprovació d'un Pla Parcial d'Ordenació Urbana per tal d'aconseguir uns terrenys per construir-hi habitatges dignes per a les famílies necessitadesde l'antic barri de Can Tunis.
Mentre els tràmits d'aquest terreny demanat a l'Ajuntament es feien, els homes del barri van construir mao a mao un espai anomenat «el barracó» amb una biblioteca, un petit teatre, una escola d'adults i nens no escolaritzats, una escola de música i fins i tot una llar social amb accés gratuït a tothom.

## Reconeixement
L'any 1997 la ciutat de Barcelona va homenatjar-lo posant el seu nom a petit parc anomenat «Jardí d'Elies Ortiz». Ubicats al costat de la parròquia de la Mare de Déu del Port a la Zona Franca.